# Magyarországi Katalin szerb királyné
Árpád-házi Katalin (1256/57 – 1314. után) magyar királyi hercegnő és szerb királyné. Kotromanić Erzsébet magyar királyné dédanyja és Cillei Borbála magyar királyné szépanyja.

## Élete
Édesapja V. István magyar király, édesanyja Kun Erzsébet.
Katalin volt szülei második legidősebb gyermeke, testvérei közül Mária nápolyi királyné, Annából bizánci császárné lett. Katalin 1269 körül feleségül ment István Dragutin szerb trónörököshöz. Wertner Mór a házasság létrejöttéről így nyilatkozik: (a következő szöveg korabeli, 19. század végi helyesírással és nyelvhelyességgel íródott, így némileg eltér a mai változattól): „IV. Béla s V. István okmányai értelmében 1269-ig a két udvar közt nemcsak hogy feszült viszony uralkodott, hanem hogy sőt háborút is viseltek egymással, ami nem történt volna akkor, ha a két udvar már 1261-ben rokoni viszonyban áll egymással. Jogunk van tehát azon feltevésnek helyt adni, hogy Dragutin István eljegyzése és egybekelése V. István legidősebb leányával két állam közt létrejött béke zálogának tekintendő s hogy 1269. első felében létesült. [...] A házasság létrejöttének időpontjára nézve semminemű adatunk nem maradt fenn; csak azt tudjuk, hogy Katalin 1269 körül a szerb udvarban tartózkodott.”
Férje 1276-tól 1282-ig IV. István Dragutin néven Szerbia királya volt. Férje trónfosztása után követte őt a Szerémségbe. A királynéi címéről nem mondott le, és levelezéseiben is megadták neki továbbra is ezt a titulust. Wertner így fogalmaz erről: (a következő szöveg korabeli, 19. század végi helyesírással és nyelvhelyességgel íródott, így némileg eltér a mai változattól): „Hogy Katalin annak daczára, hogy férje csak a Szerémség kormányzója volt, mégis politikailag szerepelt s hogy Árpád-házi származását külföldön is becsülték, azt azon körülmény is bizonyítja, hogy II. Károly nápolyi király 1300. január 12-én hozzá »Magnifice Principisse domine Catarine Illustri Regine Servie, carissime sorori nostre« czím alatt Martell Károly fiának magyar trónkövetelése ügyében levelet menesztett.” Miután Katalin szerb királyné volt V. István magyar király elsőszülött lánya, így az ő megnyerése kulcsfontosságú szerepet játszott az Anjou uralkodó elismertetésében, hiszen Katalin gyermekei a trónöröklésben megelőzték Árpád-házi Mária nápolyi királynénak a gyermekeit, ugyanis Mária csak a harmadszülött leány volt.
Az utolsó információnk Katalinról, hogy közvetlenül anyósa, Ilona szerb királyné halála után 1314-ben a sógornője, Szimóna királyné, Milutin király negyedik felesége kíséretében a férje öccsének, Milutinnak az udvarába látogatott, ahonnan gazdag ajándékokkal tért haza Magyarországra.

## Gyermekei
- Férjétől, IV. István Dragutin (1252–1316) szerb királytól, 3 gyermek:
  - Erzsébet (1270 körül–1331), férje Kotroman István (1242 körül–1314) bosnyák bán , 4 gyermek, többek közt:
    - Kotromanić István (1292–1353) bosnyák bán, felesége Piast Erzsébet (1302–1345) kujáviai hercegnő, 1 leány:
      - Kotromanić Erzsébet magyar királyné (1340 körül–1387), férje I. Lajos magyar király (1326–1382), 4 leány, többek közt:
        - Anjou Katalin (1370–1378)
        - Mária magyar királynő (1371–1395)
        - Hedvig lengyel királynő (1374–1399)

    - Kotromanić Ulászló (–1354), felesége Šubić Ilona bosnyák anyakirályné (1306 körül–1378 körül), 3 gyermek, többek között:
      - Kotromanić Katalin (–1396 körül), férje I. Hermann cillei gróf (1332/34–1385), 2 fiú, többek között:
        - Cillei Hermann (1360 körül–1435) horvát és szlavón bán, felesége Schaunbergi Anna (1358 körül–1396 körül), 6 gyermek, többek között:
          - Cillei Borbála (1392–1451), férje Zsigmond magyar király (1368–1437), 1 leány:
            - Luxemburgi Erzsébet magyar királyné (1409–1442)

      - I. Tvrtko bosnyák király (1338 körül–1391), felesége Sisman Dorottya (1355 körül–1382/1390) bolgár királyi hercegnő, 1 fiú+1 természetes fiú, többek közt:
        - II. Tvrtko bosnyák király (1382 előtt–1443)

  - Ulászló (1280–1324) szerémi és macsói bán, szerb és magyar trónkövetelő
  - Uroš, szerzetes